# Dioon vovidesii
Dioon vovidesii — вид саговникоподібних з родини замієвих (Zamiaceae). Місцем проживання цього виду є Мексика (Сонора).